# Severn (Karolina Północna)
Severn – miasto w Stanach Zjednoczonych, w stanie Karolina Północna, w hrabstwie Northampton.